# Un'altra vita (serie televisiva)
Un'altra vita è una miniserie televisiva italiana diretta da Cinzia TH Torrini e prodotta da Endemol insieme a Rai Fiction. L'ideatore della miniserie è Ivan Cotroneo, che ha anche curato la sceneggiatura, in collaborazione con Stefano Bises e Monica Rametta. La miniserie è stata trasmessa su Rai 1 dall'11 settembre al 14 ottobre 2014.

## Trama
L'arresto del dottor Pietro Guarnieri con l'accusa di corruzione spinge sua moglie Emma, anch'ella medico, ad accettare il trasferimento a Ponza per non compromettere la vita delle sue tre figlie (Giulia di 17 anni, Margherita di 16 anni e Camilla di 8 anni) a causa dello scandalo, lasciando così l'agiatezza di Milano. A Ponza, Emma fa la conoscenza dell'avvocato Antonio, un isolano che nasconde un segreto legato a una villa abbandonata del luogo, attorno alla quale girano ambigue voci. Inoltre Pietro e sua madre Elvira fanno di tutto perché Emma torni a Milano, ma invano, almeno inizialmente.
La vicenda comincia in medias res direttamente con lo sbarco della dottoressa Emma e delle figlie a Ponza. Tutto ciò che riguardava la precedente vita milanese della dottoressa viene proposto sotto forma di vari flashback nei pensieri di Emma durante tutte le sei puntate.

## Episodi
La miniserie, prodotta da Endemol e Rai Fiction, è andata in onda per la prima volta su Rai 1 dall'11 settembre al 14 ottobre 2014 e in contemporanea in alta definizione su Rai HD.
| Stagione       | Episodi | Prima TV |
| -------------- | ------- | -------- |
| stagione unica | 6       | 2014     |

## Personaggi e interpreti principali
- Emma Conti Guarnieri (Puntate 1-6), interpretata da Vanessa Incontrada.
È una dottoressa che ha vissuto insieme alla sua famiglia a Milano e in ottime condizioni economiche. Nel momento in cui suo marito, influente e importante medico dell'alta borghesia milanese, viene arrestato per corruzione e scoperto insieme ad un'altra donna, Emma decide di trasferirsi a Ponza insieme alle sue figlie per proteggerle dalla situazione oppressiva che si era venuta a creare a causa dello scandalo. Il trasferimento a Ponza sarà per Emma e le sue figlie la svolta definitiva per tutta la sua vita, infatti grazie a questo Emma diviene sempre più indipendente, sicura di sé e forte e fa di tutto per dimenticare il passato di menzogne e dolori causati dal marito Pietro. L'inizio sull'isola è difficile per tutte, in quanto Emma non riesce ad ambientarsi al lavoro ed è spesso soggetta alle malelingue del paese, ma lei con tenacia, pazienza e imparando a farsi conoscere e rispettare, viene riconosciuta come una donna obbiettivamente di buon cuore e finisce con il far affezionare a lei tutti gli abitanti dell'isola divenendo un punto di riferimento non solo per le sue figlie ma anche per i suoi colleghi di lavoro. A Ponza ritroverà l'amore nel misterioso e affascinante Antonio, con il quale inizierà una travagliata ed intensa storia d'amore.
- Pietro Guarnieri (Puntate 1-6), interpretato da Cesare Bocci.
È il marito di Emma ed è un medico molto noto e famoso a Milano. Conduce con la sua famiglia una vita piena di agi, all'apparenza perfetta e sommersa nella ricchezza, ma tutto questo è costruito alle spalle di Emma nient'altro che su una marea di bugie, menzogne e di corruzione economica da lui gestita. Viene arrestato infatti per corruzione e inoltre viene scoperto insieme a un'altra donna in rapporti intimi. Cercherà di corrompere Emma, che non vuole più saperne nulla di lui, affinché venga prosciolto al processo e si tolgano su di lui tutte le accuse.
- Giulia Guarnieri (Puntata 1-6), interpretata da Claudia Alfonso.
È la maggiore delle tre figlie di Emma. All'inizio della stagione ha 17 anni. Inizialmente scontrosa e acida con la madre e si ribella spesso a lei poiché non accetta la sua decisione di lasciare Milano. Nonostante il suo essere sfrontata e ribelle dimostra di provare un sincero e forte affetto verso le sue sorelle minori e aprendo poi il suo cuore e si dimostra solidale e sensibile. Dopo una relazione finita male con un ragazzo di Milano, trova l'amore in un ragazzo di Ponza, Nino che si innamora di lei, col quale progetta di aprire insieme un ristorante.
- Margherita Guarnieri (Puntate 1-6), interpretata da Ludovica Bizzaglia.
È la seconda delle tre figlie di Emma. Ha 16 anni, è saggia, molto forte e studiosa ed è quella che più di tutti sostiene e difende sua madre Emma dopo il trasferimento a Ponza. Molto legata alle sue sorelle Giulia e Camilla ed è la prima della sua classe. Intraprende una breve relazione con un aviere del posto, di cui rimane incinta. Viene abbandonata dal ragazzo che si scoprirà essere solo un irresponsabile, vigliacco e inaffidabile e questa dolorosa esperienza farà maturare ancora di più Margherita soprattutto dopo aver rinfacciato al padre di suo figlio tutto il suo disprezzo nei suoi confronti, intimandogli di stare lontano da lei e dal bambino. Alla fine si fidanza con un bravo ragazzo di Ponza.
- Camilla Guarnieri (Puntata 1-6), interpretata da Giulia Cappelletti.
È la più piccola delle tre figlie di Emma, l'adorata sorellina di Giulia e Margherita e ha 8 anni. Solare, affettuosa, giocherellona, piena di fantasie e sogni si innamora di Brandon, un suo compagno di classe. Segue con passione e interesse le lezioni di catechismo ed è molto rispettosa dell'ambiente. Nell'ultima puntata viene rapita da Anna, la moglie di Antonio, perché la donna era convinta fosse Sofia, la sua defunta figlia, ma verrà ritrovata poche ore dopo il suo rapimento.
- Elvira Guarnieri, interpretata da Loretta Goggi.
 È la madre di Pietro e nonna di Giulia, Margherita e Camilla. Cerca di convincere in ogni modo Emma a tornare a Milano dopo il trasferimento a Ponza ma invano. Ama molto le sue nipoti, e alla fine della stagione il suo rapporto con Emma migliorerà, e accetta definitivamente la decisione della nuora di essersi trasferita a Ponza.
- Antonio (Puntate 1-6), interpretato da Daniele Liotti.
È uno degli abitanti di Ponza e vive in una villa misteriosa. Molto riservato, solitario ed enigmatico, nella casa in cui vive nasconde Anna, una donna malata di mente, che si rivela essere sua moglie. Soffre molto ed in silenzio per la condizione in cui vive il suo matrimonio soprattutto dopo che una tragedia ha distrutto la sua serenità, ma affronta tutto con silenziosa forza di volontà. Si scoprirà aver avuto una figlia da Anna, Sofia, morta alcuni anni prima a causa di un incidente domestico. Le varie vicende che lo porteranno ad avvicinarsi ad Emma, della quale si innamorerà sinceramente e profondamente anche perché solo con lei riesce a trovare la pace tanto cercata, sono le più turbolente e romantiche della serie.
- Anna (Puntate 3-6), interpretata da Francesca Cavallin.
È la moglie di Antonio. È affetta da una grave forma di schizofrenia che le fa assumere atteggiamenti molto violenti e aggressivi perdendo il controllo. Vede nella piccola Camilla l'amatissima figlia Sofia morta in un incidente e di questa dolorosa scomparsa non riesce a darsi mai pace e il conseguente shock l'ha fatta lentamente ammalare e di conseguenza impazzire. È impaurita dall'idea di essere abbandonata e considera Emma un ostacolo, ma alla fine deciderà di farsi aiutare da lei e farsi curare.